# Мурань (Росія)
Мура́нь (рос. Мурань, ерз. Мурань) — село у складі Кочкуровського району Мордовії, Росія. Входить до складу Кочкуровського сільського поселення.

## Населення
Населення — 185 осіб (2010; 188 у 2002).
Національний склад (станом на 2002 рік):
- ерзяни — 70 %